# مایک براون (شناگر)
میک براون (به انگلیسی: Mike Brown) (زادهٔ ۵ مهٔ ۱۹۸۴) شناگر اهل کانادا است.